# تشلة غة زرتشاس (مقاطعة تشرام)
تشلة غة زرتشاس (بالفارسية: چله گه زرچاس) هي قرية تقع في قسم تشرام الريفي (مقاطعة تشرام) في إيران. يقدر عدد سكانها بـ 0 نسمة بحسب إحصاء 2016.